# Videoperformance
La videoperformance o vídeo d'acció artística (performance és un anglicisme) és una expressió artística de l'art d'acció on l'acció és concebuda només tenint en compte la càmera, la qual adquireix un paper determinant indissociable d'aquesta acció.
En les videoperformance l'artista crea les accions amb l'única finalitat de ser gravades en vídeo. Moltes d'aquestes obres no estan editades, coincideixen el temps real i el temps de la imatge.
Utilitzen un llenguatge cinematogràfic primari, amb plànols llargs on la càmera no modifica la seva posició i el que pren el protagonisme artístic és la posada en escena. Generalment s'efectuen sense testimonis, sota l'única presència de la càmera, fet que li proporciona aïllament i soledat a l'artista.
En la majoria de videoperformances existeix un subjectivisme molt marcat, ja que la seva creació està supeditada a l'aïllament dels artistes que treballen les seves obres en la intimitat i soledat dels seus estudis utilitzant la pantalla com a mirall. Existeix per tant un culte a la individualitat, a l'interés i preocupació dels artistes de representar a l'ésser humà, els seus problemes i preocupacions més íntimes, utilitzant com a mitjà de comunicació el propi cos. 
Jessica Jaques, professora d'art a la Universitat Autònoma de Barcelona, defineix la performance de la següent manera: "Una performance és una acció artística amb tot el que això significa, és un esdeveniment artístic, és com posar un marc en una situació quotidiana i fer-nos veure que els nostres gestos quotidians poden tenir una dimensió estètica, una dimensió de reflexió, un fer-nos pensar" "La matèria de la performance és el cos, així com en la pintura és el pigment. L'art s'ha desmaterialitzat tant que ja no necessita cap material més que un mateix, en això coincideix amb el teatre i la dansa. La seva matèria és el cos i la seva forma el gest, la veu i la indumentària. Elements molt simples i referits a la quotidianitat. Els artistes intenten fer-nos veure que art i vida estan molt a prop i que la nostra actitud quotidiana pot ser una actitud estètica i responsable." "Totes les arts pretenen generar sentit, i no un sentit individual sinó un sentit de tots, de la comunitat, respondre a què faig jo com individu entre tots els altres. Històricament la peformace ha sigut més provocadora i més directa. En les performance es comparteix un espai i un temps."

## Inicis
Aquesta tendència artística es va originar durant els anys seixanta i setanta del segle xx, quan els realitzadors de vídeo independent van començar a utilitzar el suport audiovisual en el camp de l'art i la comunicació per gravar i enregistrar els seus happenings o performances.
Els artistes més destacats dels inicis de la videoperformance van ser Bruce Nauman i Vito Acconci, tots dos actius en l'actualitat.
Thierry de Duve, professor d'art modern i art contemporani, considera que les gravacions de les performance fan perdre el propi sentit d'aquesta. "Crec firmament que la gravació d'una performance canvia el seu sentit. En qualsevol cas ho vaig creure durant els anys setanta, en els que teníem fins i tot el costum de jutjar als artistes en virtut de la puresa per la qual rebutjaven ser gravats […] La performance més pura, la que queda en l'esdeveniment happening, és la que es desenvolupa i s'acaba quan s'ha acabat la performance. No hi ha petjades. Tot i així, les necessitats econòmiques del mercat i també les necessitats de comunicació, han provocat que es gravin, que es facin fotografies o que es realitzin en vídeo. Després, els artistes han començat a fer performances que flirtejaven, evidentment, amb el videoart, perquè estaven fetes en funció de la seva possible gravació. I tot això és perfectament legítim."
Bruce Nauman va començar a elaborar performances des del punt de vista de la càmera entre 1967 i 1969. Creava les videoperformance en el seu propi estudi confrontant el seu cos al límit de la pantalla. Consistia a fer accions repetitives i simples davant de la càmera, fins i tot absurdes. Els treballs que realitzava són de caràcter conceptual on l'artista investiga com una acció pot arribar a convertir-se en una obra d'art explorant les nocions d'espai i temps en el vídeo. Nauman utilitzava les tècniques del cinema i del vídeo indistintament en les seves accions. La durada de l'acció era la mateixa que la de la pel·lícula o la cinta i muntava les accions en bucle. Com per exemple la sèrie Art Make Up (196-1968) en què es maquillava la cara amb quatre colors (blanc, rosa, verd i negre) i dedicava 10 minuts a la gravació del maquillatge de cada color; a Bouncing in the Corner (1968) l'artista rebotava de forma rítmica contra la cantonada d'una paret evitant mostrar el seu rostre a la càmera; i a Bouncing Two Balls Between the Floor and Ceiling with Changing Rhythms (1967-1968), Playing A Note on the Violin While I Walk Around the Studio (1967-1968) i Walking in an Exaggerated Manner Around the Perimeter of a Square (1967-1968), es va dedicar a fer exactament les accions descrites en el títol.
"Les meves primeres cites es van inspirar en les pel·lícules d'Andy Warhol. Pel·lícules que segueixen i segueixen. Pots veure-les o no veure-les. Pots entrar una estona i quedar-te. Pots marxar i tornar després de vuit hores i allò continua. Aquesta idea m'agrada."
Vito Acconci va realitzar els seus treballs de videoperformance durant la dècada dels setanta. Entre 1971 i 1974 va gravar trenta-tres cintes en blanc i negre amb l'objectiu d'arribar a un autoconeixement. Va realitzar gravacions de si mateix amb plànols fixos o amb lleugers desplaçaments. Se situava d'esquena, de cara, de peu, ajagut, sol o amb algú, davant d'un monitor o d'una pantalla de diapositives, focalitzant l'atenció en una sola part, la seva boca oberta. Normalment feia diàlegs en solitari a algun personatge imaginari o dirigint-se a l'espectador. Eren obres radicals i provocatives on l'autor acabava dominant a l'espectador amb els seus monòlegs interminables. A la seva obra Centers (1971) l'artista se situa entre la càmera i el monitor mentre assenyala amb el dit el monitor. Durant els 22 minuts de durada de la cinta l'espectador veu de cara a algú que l'està amenaçant amb un discurs agressiu i senyalant-lo constantment amb un dit quan en realitat assenyala la càmera i el reflex del mateix autor.
"El que vaig fer va ser gravar la meva cara amb relació a la cara dels espectadors. Quan començava una cinta de vídeo pensava i em preguntava sempre: on soc; estic directament davant teu; davant del suposat espectador. La performance significa per a mi establir una relació amb l'espectador. La performance era una forma de compromís i una mena d'activitat cara a cara."

## Accionisme Vienès
L'Accionisme Vienès va ser un moviment d'artistes de postguerra d'Àustria que rebutjava la guerra, el nazisme i tot el que va implicar la Primera i la Segona Guerra Mundial.
Van crear un art per comunicar la vessant emocional i que provoqués una reacció en l'espectador. Les seves performance eren molt dures i radicals i mai deixaven a ningú indiferent per la crueltat de les seves representacions. Es podien visualitzar mutilacions físiques, sadomasoquisme, esquarteraments, etc.
El 1963, un dels artistes més representatius d'aquest moviment, Otto Muehl, afirmava: "No puc imaginar-me res significatiu allà on no es sacrifica, destrueix, desarticula, crema. Perfora, tortura, maltracta […] apunyala, destrossa, aniquila". Aquest artista defensava una destrucció i un canvi radical de la societat. Va crear una comuna on hi havia una lliure expressió sexual. Anys més tard, va ser tancat perquè es va descobrir que en algunes pràctiques van participar menors d'edat. Ell es defensava al·legant que es tractava d'alliberar la societat de les seves conviccions.

## Videoperformance feminista
Les videoperformance feministes pretenen crear un impacte en la societat on es reclamen els valors del feminisme. Una de les primeres videoperformance feminista va ser creada l'any 1968 quan unes activistes van irrompre en un concurs de bellesa.
Ulrike Rosebanch és una artista feminista que ha utilitzat com a mitjà la videoperformance. Durant els anys setanta va muntar representacions de quadres famosos femenins, com El Naixement de Venus de Sandro Botticelli, interpretats per a la gravació de la càmera. Una altra de les seves obres és la gravació d'ella mateixa unint-se a la seva filla amb un paper de cel·lofana.
Friederike Pezold és un artista que va desviar l'atenció de l'arquitectura cap al cos femení, fent gravacions de diferents parts corporals de les dones.
Valie Export treballa des dels anys 60 com a creadora de performance, vídeos, pel·lícules i esdeveniments multimèdia. Influenciada per l'accionisme vienès, va enfocar les seves feines en el paper de la dona en la nostra societat. Va ser una de les pioneres en l'art feminista.

## Artistes relacionats[10][11]
Vito Acconci
Bruce Nauman
Ulrike Rosenbach
Marina Abramović
Dan Graham
Chris Burden
Roman Signer
Joan Jonas
Paul McCarthy
Bill Viola
Gary Hill
Shigeko Kubota
Thierry Kuntzel
Jean-Michel Gautreau
Ko Nakajima
Valie Export
Robert Cahen
Pipilotti Rist
Klaus Vom Bruch
Dara Birbaum  

## Artistes espanyols[10]
Antoni Muntadas
Carles Pujol
Carles Pastor
Lala Gomà
Julián Alvarez
Francesc Torres
Antoni Miralda
Juan Navarro Baldeweg
Ramón de Vargas
Benet Rossell
Eugènia Balcells